# Чуприс, Ярослав Ростиславович
Ярослав Ростиславович Чуприс (бел. Яраслаў Расціслававіч Чупрыс; 12 сентября 1981, Минск, СССР) — белорусский хоккеист, левый нападающий; тренер.

## Биография
Воспитанник минской хоккейной школы «Юность».
Участник чемпионата мира среди молодёжных команд 2001 в составе молодёжной сборной Беларуси.
Участник чемпионатов мира 2003, 2006, 2008, 2009 и 2010 годов в составе национальной сборной Беларуси.
За национальную сборную Белоруссии выступал с 2002 года. По состоянию на 6 августа 2011 года провел 98 матчей, набрал 47 (17+30) бомбардирских баллов, заработал 108 минут штрафного времени.
Участник финальных турниров Континентальный кубок IIHF 2003, 2004 года в составе ХК «Керамин» и 2011 года в составе ХК «Юность-Минск».
В чемпионатах России и КХЛ провел 181 матч, набрал 53 (18+35) бомбардирских балла, получил 108 минут штрафа.
В марте 2025 года покинул пост главного тренера солигорского «Шахтера», который занимал на протяжении трех сезонов. За это время команда завоевала два Кубка федерации, два серебра на Кубке Руслана Салея и три бронзовые медали чемпионата страны.
В июне 2025 года стал главным тренером юношеской сборной Беларуси (U-17).

## Достижения
- Чемпион ВЕХЛ (2003).
- Чемпион ВЕХЛ (2004).
- Чемпион Беларуси (2002).
- Чемпион Беларуси (2008).
- Чемпион Беларуси (2011).
- Серебряный призёр чемпионата Беларуси(2001).
- Серебряный призёр чемпионата Беларуси (2003).
- Серебряный призёр чемпионата Беларуси (2004).
- Серебряный призёр чемпионата Беларуси (2005).
- Обладатель Кубка Беларуси (2002).
- Финалист Кубка Беларуси (2004-май).
- Обладатель Кубка Шпенглера (2009).[6]
- Обладатель Континентального кубка (2011).[7]